# 蒙特马尔齐诺
蒙特马尔齐诺（義大利語：Montemarzino），是意大利亚历山德里亚省的一个市镇。总面积9.81平方公里，人口356人，人口密度36.3人/平方公里（2009年）。ISTAT代码为006108。